# Françoise Arnoul
Françoise Arnoul (nacida Françoise Annette Marie Mathilde Gautsch; Constantina, Argelia, 3 de junio de 1931-París, 20 de julio de 2021) fue una actriz francesa que alcanzó una gran popularidad durante la década de 1950.

## Primeros años
Nacida en Constantina, Argelia francesa, hija de la actriz de teatro Janine Henry y del general de artillería Charles Gautsch, tuvo dos hermanos. Mientras su padre realizaba el servicio militar en Marruecos, la familia se mudó a París, Francia, en 1945.

## Carrera profesional
Después de aprender teatro en París, el director de cine Willy Rozier le ofreció un papel principal en la película L'Épave (1949).
Arnoul protagonizó películas como La fruta prohibida de Henri Verneuil (1952), French Cancan de Jean Renoir (1954), Gente sin importancia (1956) con Jean Gabin, El gato de Henri Decoin (1958), Camino de la juventud (1959) con Bourvil,  y  el Testamento de Orfeo de Jean Cocteau (1960). Su estreno cinematográfico en Estados Unidos se produjo con la película "Compañeros de la noche" (1954). Posteriormente, trabajó en la televisión, apareciendo en diferentes películas para la televisión y miniseries, e interpretó a varios personajes. Publicó su autobiografía titulada Animal doué de bonheur en 1995.

## Vida personal
En 1956, Arnoul se casó con el agente de publicidad Georges Cravenne, a quien había conocido dos años antes, pero se separaron en 1960. A partir de 1964, se convirtió en la compañera del director y guionista francés Bernard Paul, relación que duró hasta su muerte en 1980. Arnoul murió el 20 de julio de 2021 en París, a los 90 años.

## Filmografía
- L'Épave (1949)
- The Red Rose (1951)
- Mammy (1951)
- Love and Desire (1951)
- Forbidden Fruit (1952)
- Les Compagnes de la nuit (1953)
- Dortoir des grandes (1953)
- Lovers of Toledo (1953)
- La Rage au corps (1954)
- Secrets d'alcôve (1954)
- The Sheep Has Five Legs (1954)
- French Cancan (1954)
- The Lovers of Lisbon (1955)
- Si Paris nous était conté (1956)
- People of No Importance (1956)
- Le Pays, d'où je viens (1956)
- Paris, Palace Hotel (1956)
- No Sun in Venice (1957)
- Thérèse Étienne (1958)
- The Cat (1958)
- Asphalt (1959)
- Way of Youth (1959)
- Testament of Orpheus (1960)
- The Cat Shows Her Claws (1960)
- Le Diable et les dix commandements (1962)
- Portuguese Vacation (1963)
- Lucky Jo (1964)
- À couteaux tirés (1964)
- The Sleeping Car Murders (1965)
- Congress of Love (1966)
- Le dimanche de la vie (1967)
- The Little Theatre of Jean Renoir (1970) (TV)
- Españolas en París (1971)
- Diálogos de exiliados (1975)
- Black-Out (1977)
- Violette et François (1977)
- Ronde de nuit (1984)
- Voir l'éléphant (1989)
- Heavy Weather (1996)
- Post Coitum, Animal Triste (1997)
- Le Cancre (2016)